# Jagdkommando (Bundesheer)
Das Jagdkommando (JaKdo) ist die Spezialeinheit des österreichischen Bundesheers, die in Wiener Neustadt stationiert ist. Zu den Aufgaben gehören Geiselbefreiungen im Ausland, Terrorismusbekämpfung sowie Gebäudeschutz der österreichischen Botschaften und Einsätze in Kriegs- oder Krisengebieten.

## Auftrag
Das Jagdkommando stellt einen präsenten Einsatzverband der Spezialeinsatzkräfte, der rasch verfügbare Elemente für Einsätze im In- und Ausland bereithält. Jagdkommandokräfte werden im Regelfall in kleinen, unerkannten Einheiten eingesetzt und können dabei folgende Aufgaben wahrnehmen:
- Spezialaufklärung zur Gewinnung von Informationen für die Führungsebene;
- Kommandounternehmen, wie die Festnahme von gesuchten Personen, beispielsweise Kriegsverbrechern, Vernichtung von Stellungen schwerer Waffen, oder die Gefangenen- und Geiselbefreiung von im Ausland festgehaltenen Personen.
- Militärische Unterstützung, welche das Ausbilden von Soldaten auf Ersuchen von Partnern oder befreundeten Nationen (auch im feindlichen Umfeld) enthält.

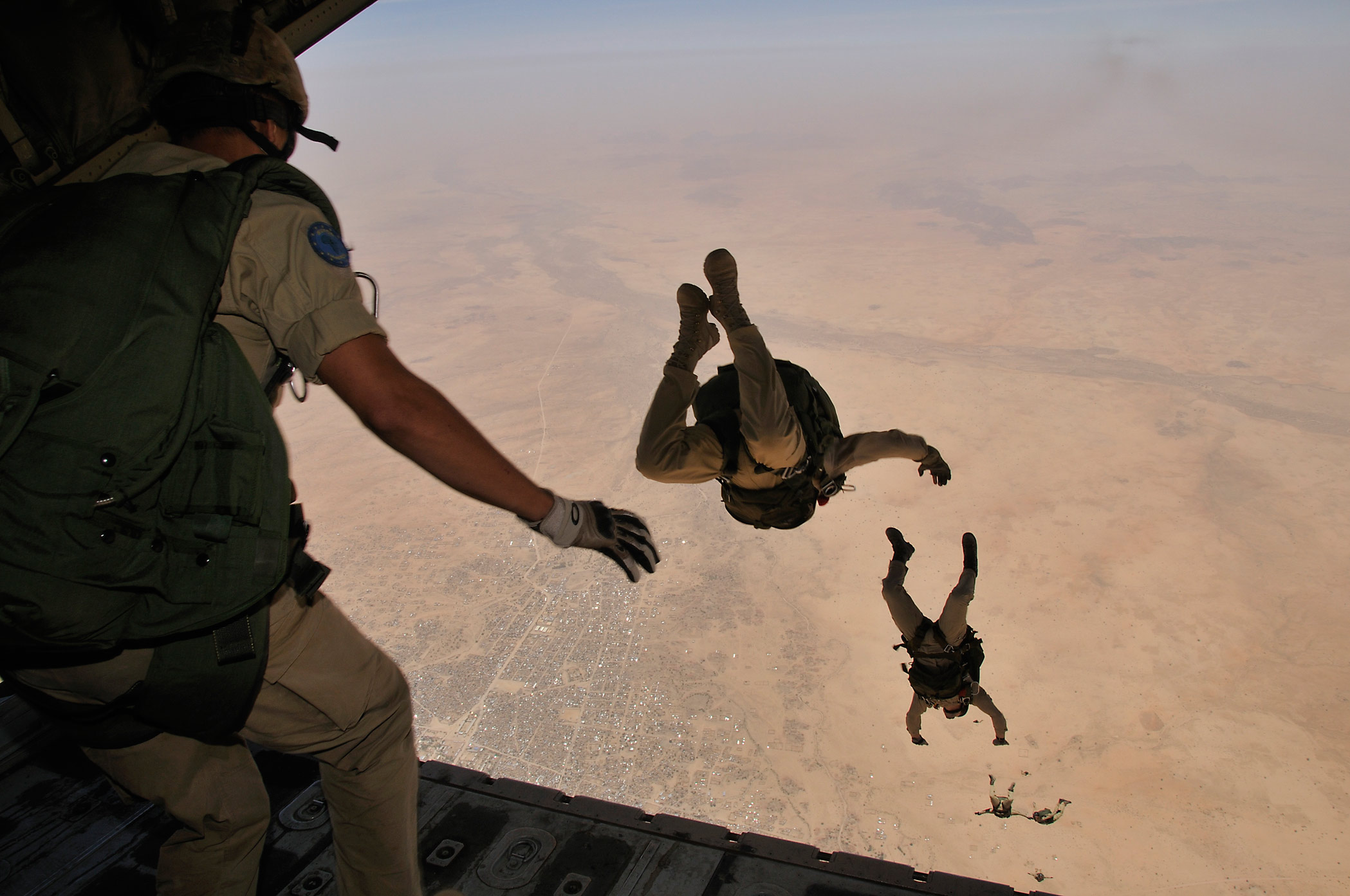
Fallschirmspringer des Jagdkommandos

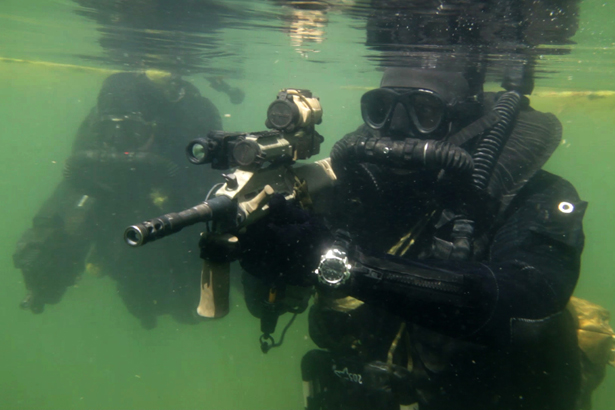
Kampftaucher des Jagdkommandos

Außerdem können Jagdkommandokräfte mitwirken bei:
- der Absicherung von Such- und Rettungsoperationen
- Evakuierungen aus Krisen- und Kriegsgebieten
- Terrorismusbekämpfung
- Bei internationalen Einsätzen unterstützt das Jagdkommando konventionelle Kräfte, wenn es die besondere Gefährdungssituation eines Krisengebietes verlangt
- Objektsicherung österreichischer Einrichtungen im Ausland.

Der Personenschutz im Interesse der Republik wurde 2008 an das Kommando Militärstreife & Militärpolizei übergeben.

## Organisation
- Stabsabteilung
- Grundlagenabteilung
- Abteilung Öffentlichkeitsarbeit & Kommunikation
- Einsatzbasis
  - 1. Task Group
  - 2. Task Group
  - 3. Task Group (mob)
- Lehrabteilung

## Einsätze

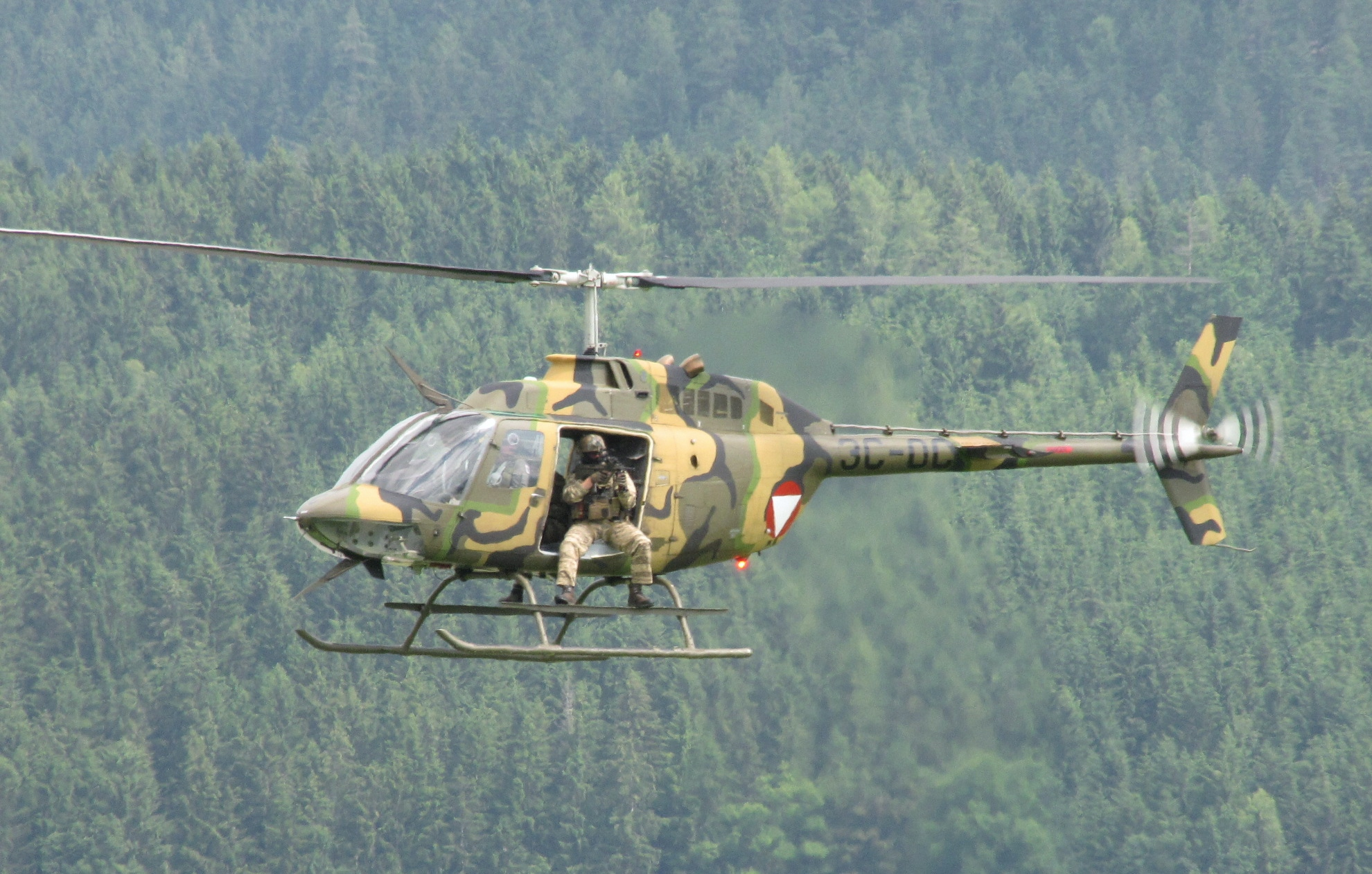
Jagdkommandosoldat bei einer Übung auf einer Bell OH-58

Operationen des Jagdkommandos unterliegen grundsätzlich der Geheimhaltung, bisher bekannt gewordene Einsätze fanden unter anderem im Tschad, Mali, Afghanistan, im Mittelmeer, Libyen, Ägypten, Rep. Zentralafrika, Dem. Rep. Kongo, Kosovo, Bosnien, Albanien und Mazedonien sowie im Rahmen verschiedener internationaler Beobachtermissionen statt.
Darüber hinaus waren Soldaten des Jagdkommandos an Evakuierungen unter anderem in der Ukraine, in Israel, in Nordafrika, der Türkei, in Peru und im Zuge der COVID-19-Pandemie auch in zahlreichen europäischen Ländern beteiligt, werden zur Schlepper-Bekämpfung an der österreichischen Staatsgrenze eingesetzt und nehmen immer wieder an internationalen Übungen und Ausbildungen in verschiedenen Ländern teil, unter anderem in Norwegen, Dänemark, Deutschland, Kroatien, USA und südamerikanischen Staaten.

### Einsatz im Tschad

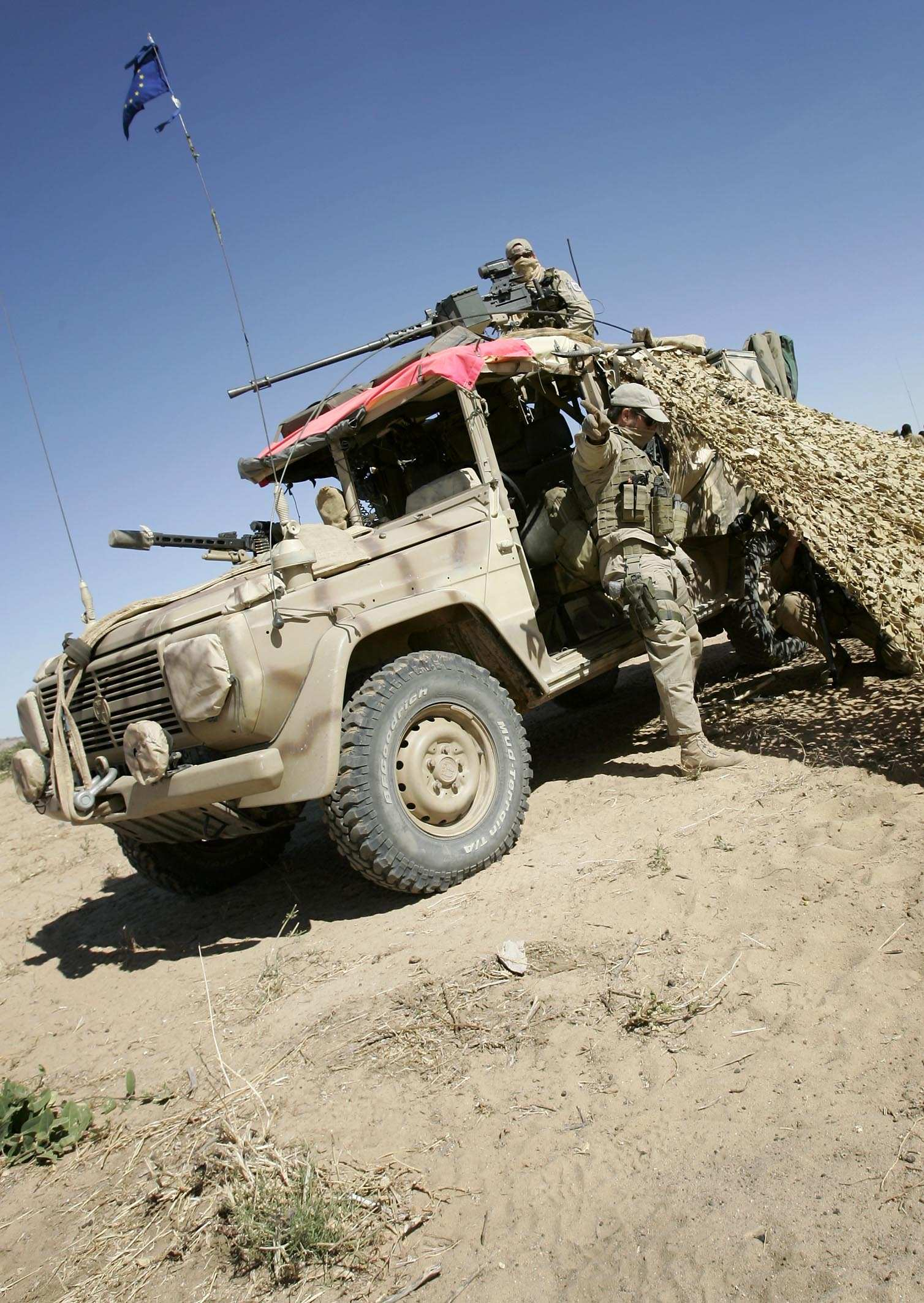
Soldaten des Jagdkommando im Rahmen der EU-Mission EUFOR Tchad/RCA im Tschad

Im Dezember 2011 berichtete die Zeitschrift Profil von einem Gefecht zwischen Rebellen und Soldaten des Jagdkommandos, laut dem Bericht töteten die österreichischen Soldaten dabei mehrere Gegner nahe Guéréda.
Der Vorfall ereignete sich in der Nacht des 18. August 2008 als eine Einheit des Jagdkommandos etwa 140 Kilometer nordöstlich der Provinzhauptstadt Abéché ausrückte und gegen Mitternacht auf eine Gruppe von Einheimischen mit mehreren Verwundeten traf. Nachdem die Jagdkommandoeinheit wenig später bei der Erkundung der Gegend, unter anderem mit Panzerabwehrwaffen, angegriffen wurde, entwickelte sich ein massives Feuergefecht.

## Galerie

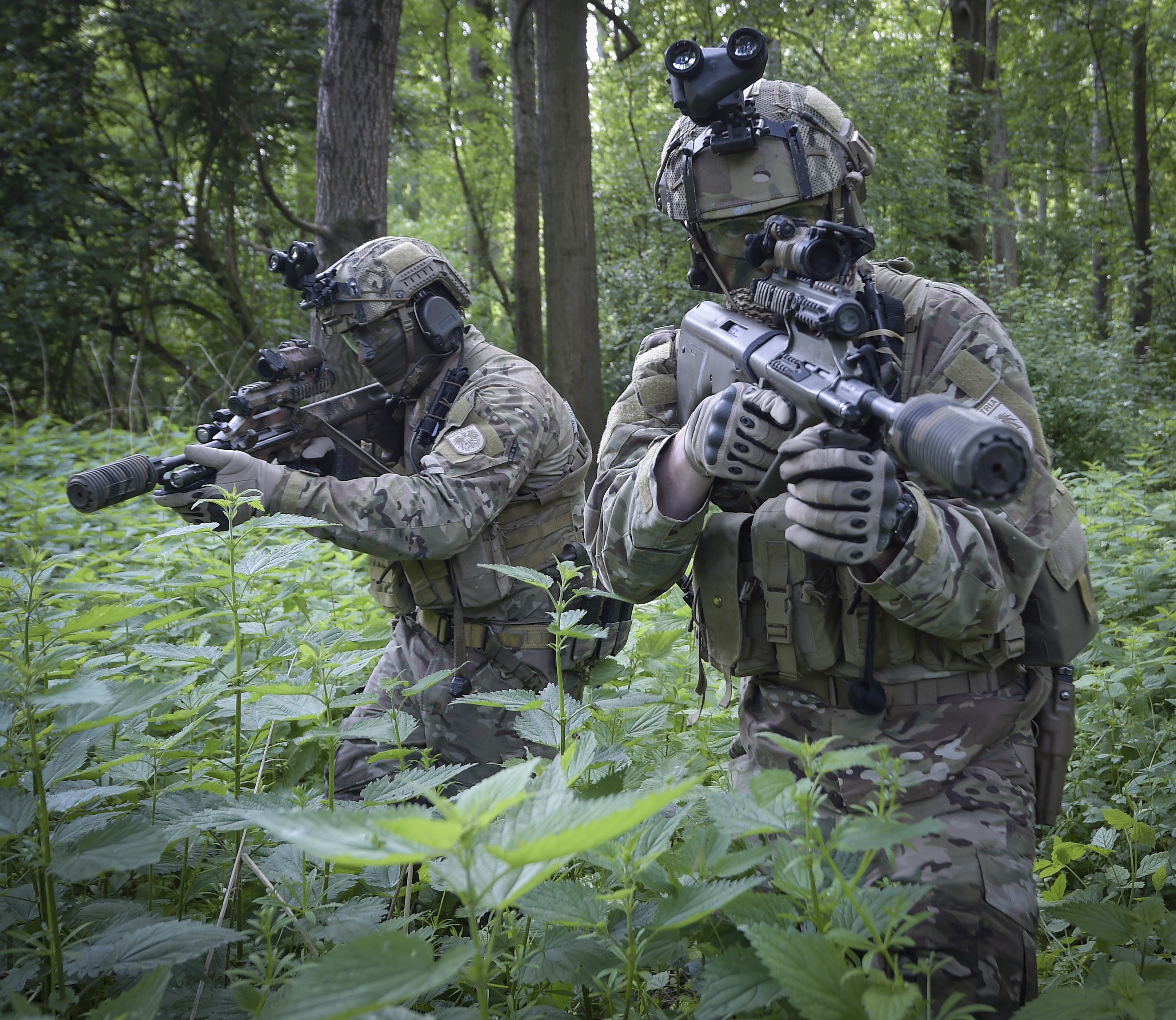
Jagdkommandosoldaten bei einer Übung
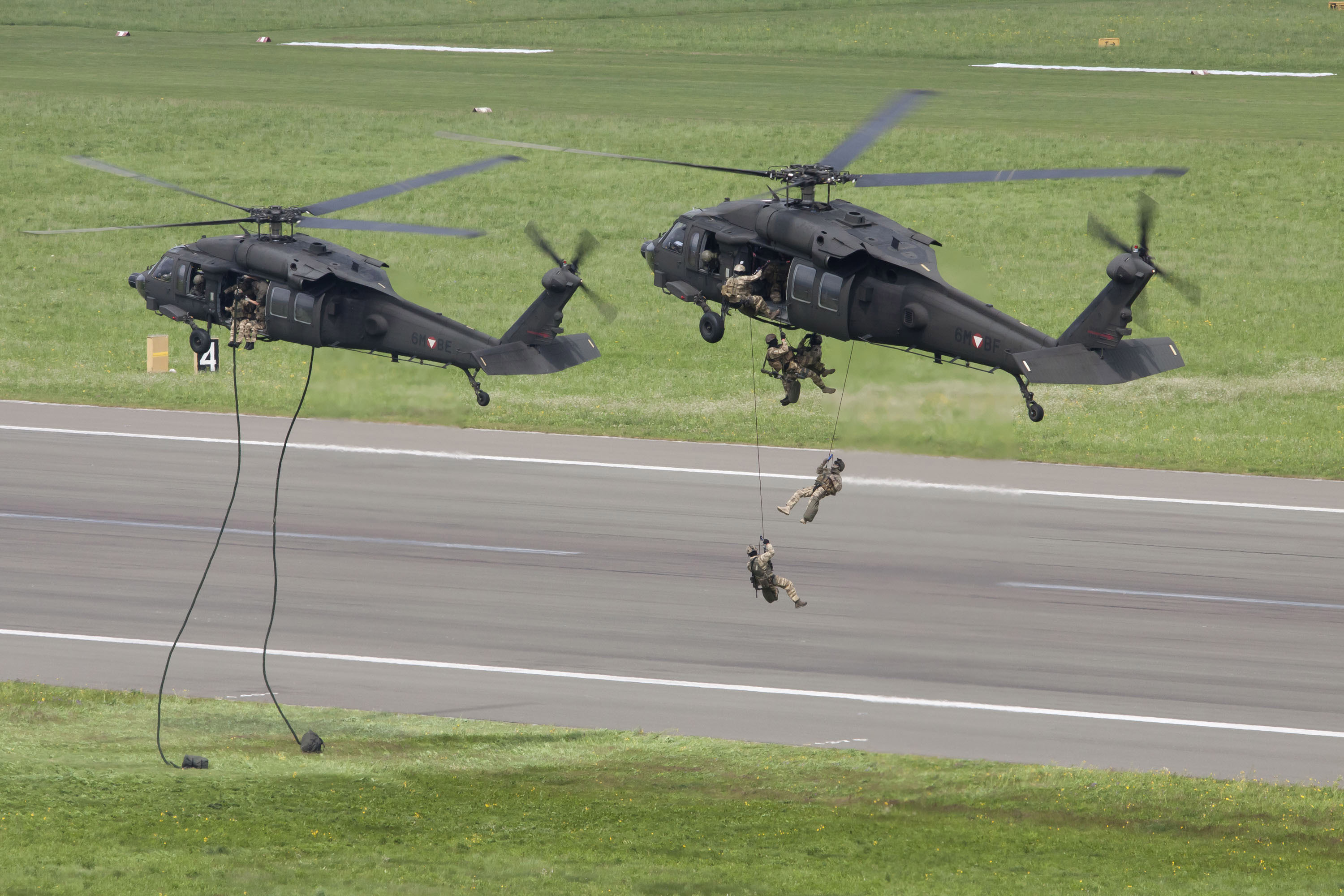
Abseilübung aus Hubschraubern des Typs S-70 Black Hawk
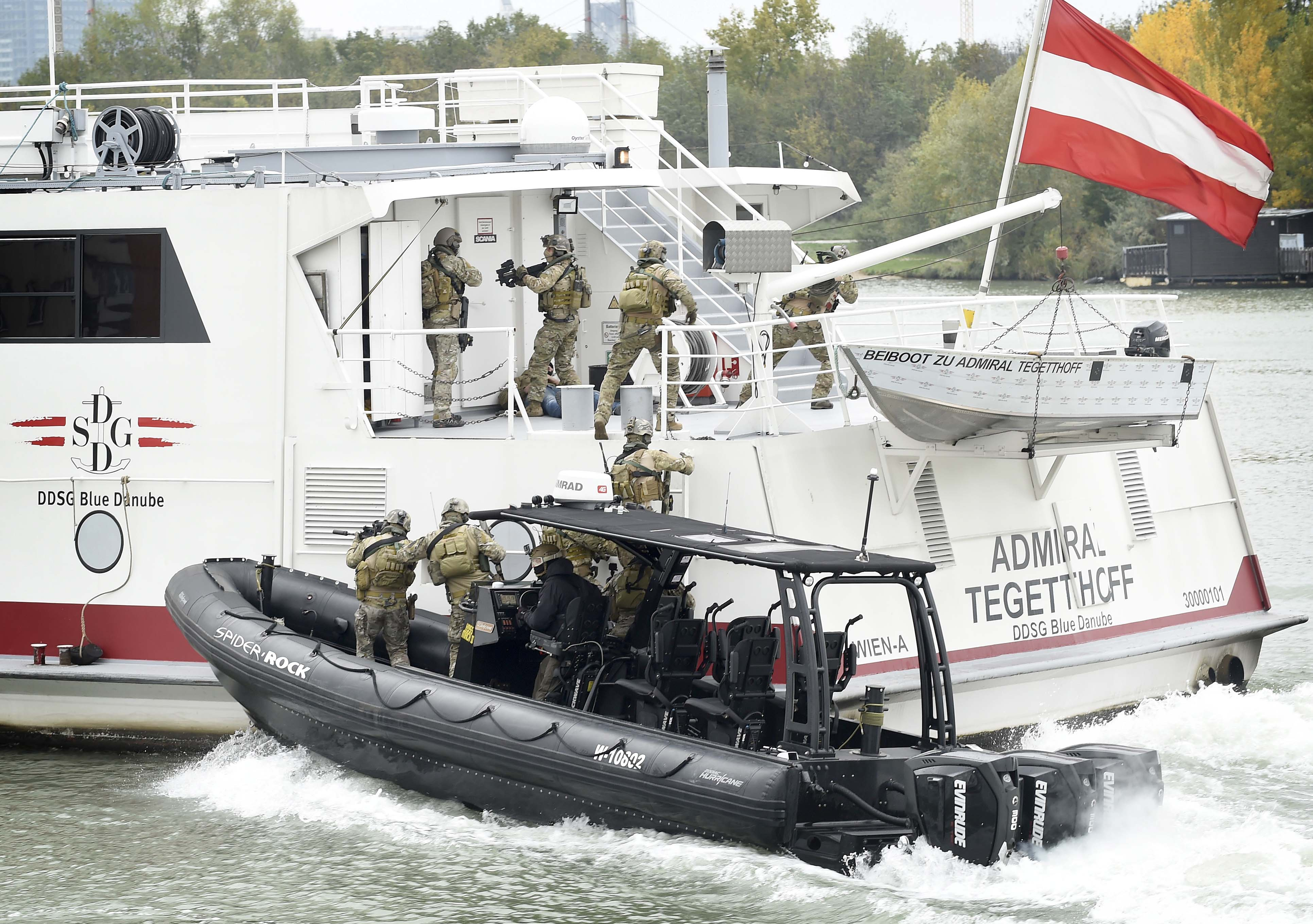
Simulierte Geiselbefreiung auf einem Schiff
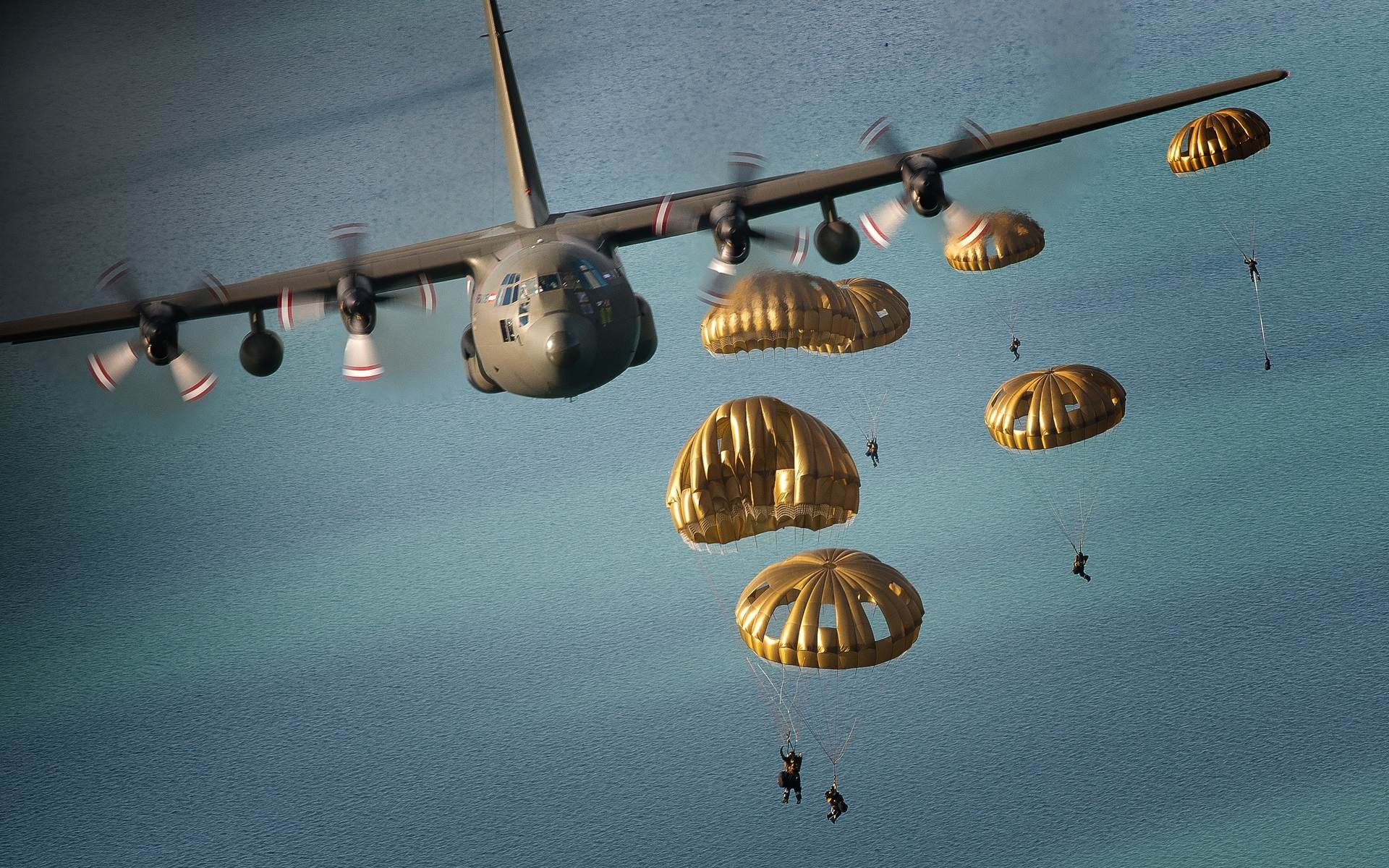
Fallschirmabsprung aus einer C-130 Hercules des Bundesheeres
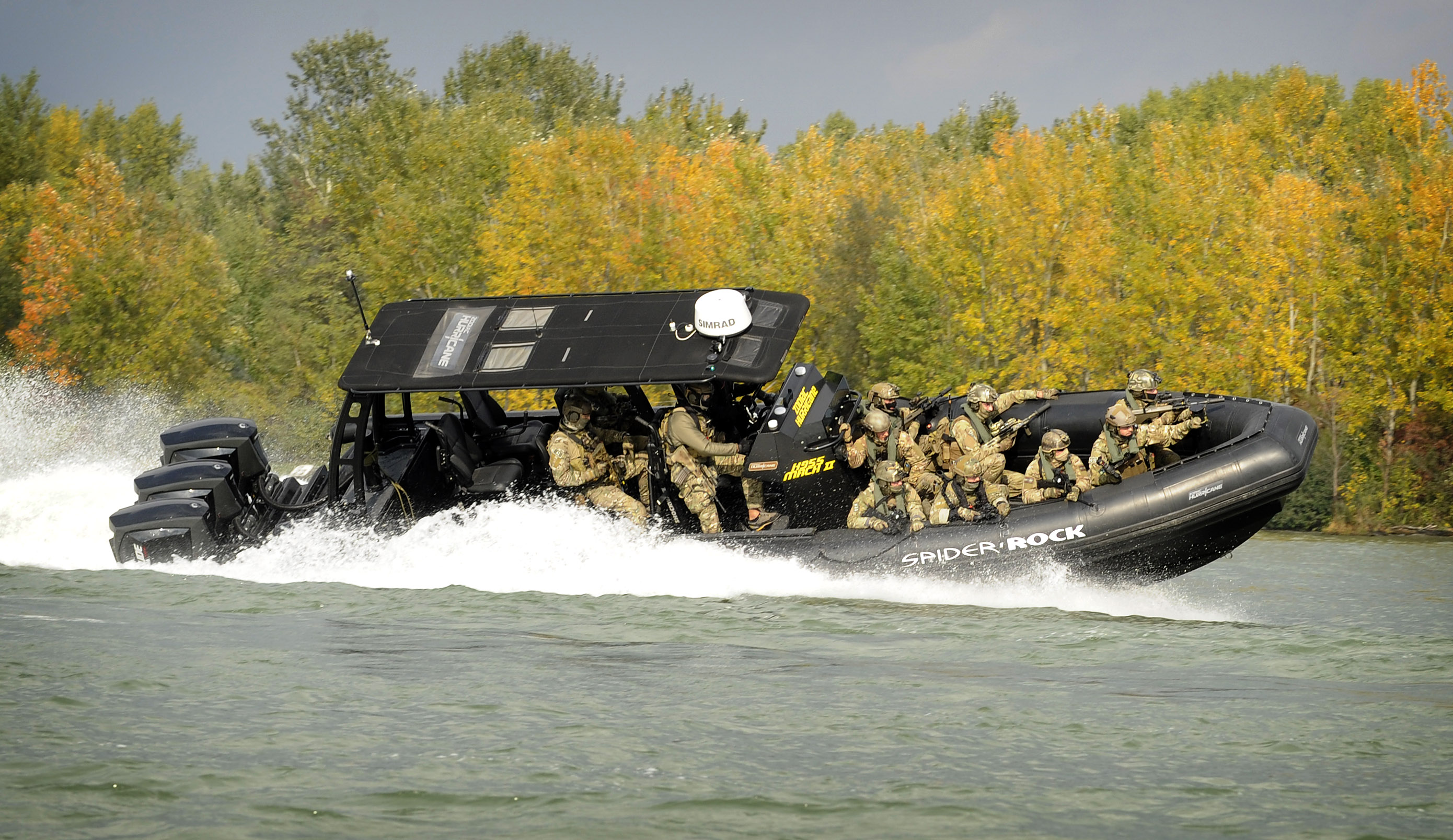
Jagdkommandosoldaten beim amphibischen Training in einem Speedboot

## Rekrutierung und Ausbildung

### Auswahl und Qualifizierung
Jeder österreichische Staatsbürger ohne Vorstrafen kann sich zum Jagdkommando bewerben. Voraussetzung dafür ist ein abgeschlossener Grundwehrdienst mit absolvierter erweiterter Kaderausbildung, die Verpflichtung als Zeitsoldat. Zusätzlich ist für die Zulassung zum Jagdkommando-Grundkurs das Bestehen des dreiwöchigen Auswahlverfahrens Voraussetzung, das sich wie folgt zusammenstellt:
- 8 km Eilmarsch mit 20 kg Rückengepäck über welliges Gelände in höchstens 60 Minuten
- 30 m Seilklettern im schräg gespannten Seil
- 300 m Kleiderschwimmen (ohne Schuhe) in 11 Minuten
- Wassersprung aus 10 m Höhe auf Befehl ohne Zeitverzögerung
- Hindernisbahn unter 5:10 Minuten
- „A-E Testung“ (Zwischen den Übungen ist jeweils eine Minute Pause.):
  - mind. 6 Klimmzüge in 60 Sekunden
  - mind. 48 Kniebeugen in 120 Sekunden
  - mind. 31 Liegestütze in 120 Sekunden
  - mind. 25 Sit-Ups in 120 Sekunden
  - mind. 19 Hock-Wechsel-Sprünge in 60 Sekunden
  - 2400-m-Lauf in unter 12 Minuten

Weiters sind noch folgende Überprüfungen zu bestehen:
- Psychologische und sensomotorische Eignungsfeststellung
- Eine Belastungsübung zur Überprüfung der Leistungsfähigkeit und des Leistungswillens
- Bestehen des Vollkontakt-Kampfes

Das Bestehen des Auswahlverfahrens garantiert jedoch noch keine Aufnahme in den Jagdkommando-Grundkurs, sondern die Bewerber werden nach ihren individuellen Ergebnissen gereiht und nur die tatsächlich benötigte Anzahl an Soldaten zum Kurs zugelassen.

### Ausbildung
Nach dem positiven Abschluss des Auswahlverfahrens gliedert sich die Ausbildung zum Jagdkommando-Soldaten in folgende Bereiche:

#### Allgemeine Jagdkommando Grundausbildung
Dauer 1 Monat: Hier wird das Wissen und Können der einzelnen Teilnehmer auf ein einheitliches Niveau gebracht um sie auf die bevorstehenden Kurse vorzubereiten. Ausbildungsinhalte sind unter anderem Gefechtsdienst, Scharfschießen und Sanitätsausbildung.

##### Jagdkommando Grundkurs
Dauer 5 Monate: Das Schwergewicht dieser Ausbildung liegt in der individuellen Ausbildung zur Herstellung der Überlebensfähigkeit im Gefechtsfeld der Spezialeinsatzkräfte. Ausbildungen im Bereich Sprengen, Gefechtstechniken, Nahkampf, Scharfschießen, Fernmeldewesen und Sanitätswesen für Spezialeinsatzkräfte sind Teil des Grundkurses. Am Ende des Kurses wird jedem Absolventen das begehrte schlammgrüne Jagdkommando-Barett überreicht.

##### Einsatzausbildung 1 „EA1“
Dauer 12 Monate: Diese Ausbildung dient der Erreichung der ersten Einsatzbereitschaft. Mit Beginn der Einsatzausbildung startet auch die Teamausbildung sowie die Spezialisierung der Jagdkommandosoldaten. Typisch sind Spezialisierungen in den Bereichen Waffentechnik, Sanitätswesen, Kommunikation sowie der Technik des Pionierwesens. Um in schwierigen Einsätzen erfolgreich zu sein, müssen die Jagdkommandosoldaten ein perfektes Team bilden. Außerdem ist ein hohes Maß an Fachwissen und Können erforderlich. Inhalte sind die international genormte und anspruchsvolle Überlebensausbildung (SERE), Ausbildungen zu Lande, zu Wasser und aus der Luft (Fallschirmsprungausbildung Rundkappe, Fast-Roping usw.). Schwergewicht sind jedoch die Einsatzarten Spezialaufklärung und Kommandounternehmen. Diese stellen die Schwerpunkte in dieser Phase dar. Am Ende dieses Abschnittes mit Erreichung der ersten Einsatzbereitschaft erfolgt die Verleihung des Jagdkommandoabzeichens sowie die Übernahme in die Einsatzorganisation des Jagdkommandos.

##### Einsatzausbildung 2 und 3 „EA2, EA3“
Individuelle Dauer: Die Einsatzausbildung 2 und 3 wird in Folge modulartig durchgeführt und dient der Erreichung der vollen Einsatzbereitschaft sowie der Spezialisierung. In diesen Abschnitten der Ausbildung erfolgen weiterführende Spezialisierungen im Verband Jagdkommando. Dazu gehören unter anderem:
- Erweiterte Gebirgsausbildung (Heereshochgebirgsspezialist, Heeresbergführer)
- Einsatztechnische Sonderlagen (Schiff, Bahn, Bus etc.)
- Militärische Fallschirmsprungausbildung (Freifallausbildung, Sprung auf spezielle Landezonen)
- Heereslenkberechtigungen für geschützte Kfz (HUSAR, DINGO) und Sonderfahrzeuge
- Umfeldausbildungen (Subarktis, Wüste, Dschungel)
- Ausbildung zum Kampfschwimmer
- Sondersprengbefugnisse
- Weiterbildung in den Spezialfunktionen des Kommunikations-, Sanitäts-, Pionier- oder Waffenwesens
- Spezialausbildung zum Scharfschützen, SOTAC oder Hundeführer
- Spezialisierung für teilstreitkräfteübergreifende Waffenmittel (JTAC)

Aufgrund der körperlichen und geistigen Anforderungen schließen nur etwa 15 % der Bewerber den Kurs ab.
Zusätzlich trainiert das Jagdkommando auch Spezialisten für andere Teile der Armee. Dafür ist die Abteilung Sondereinsätze zuständig. Diese Abteilung gliedert sich in verschiedene Lehrgruppen.
- Lehrgruppe 1: Das Herzstück des Jagdkommandos, hier werden Kommandounternehmen, Spezialaufklärung, spezialisiertes Schießen und Sprengen sowie der militärische Nahkampf gelehrt.
- Lehrgruppe 2: Fallschirmspringerausbildung. Diese Gruppe leitet auch Kurse für die Luftlandetruppen des Jägerbataillons 25, Militärakademiker und Unteroffiziere.
- Lehrgruppe 3: Kampfschwimmer- und Kampftaucherausbildung. Diese Lehrgruppe bildet auch die Pioniertaucher der Pioniertruppe des Bundesheeres aus.
- Lehrgruppe 4: Umfeldausbildung in Dschungel, Wüste und Gebirge. Außerdem wird hier das Überlebenstraining für Spezialeinsatzkräfte und Luftfahrzeug-Besatzungen des Bundesheeres gelehrt.

## Ausrüstung

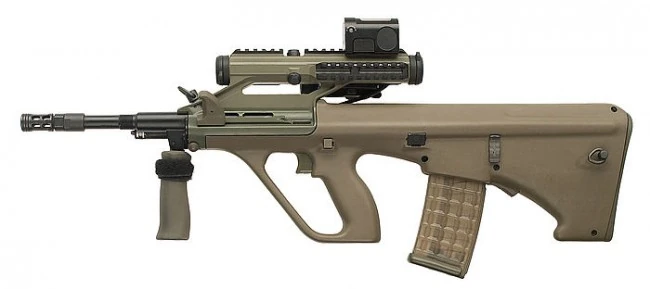
STEYR AUG A3 SF

Bei Informationen über die Ausrüstung hält sich das Jagdkommando in der Regel sehr bedeckt.
Neben der beim Bundesheer eingeführten Ausrüstung verwendet es eine ganze Reihe von zusätzlichen Waffen und Ausrüstungsgegenständen, die anderen Einheiten nicht zur Verfügung stehen, wie zum Beispiel das Steyr AUG A3 SF, das HK417, die FN P90 oder eine speziell für das Jagdkommando konfigurierte Glock 17 Gen 5 FDE.
Weiters verfügt das Jagdkommando über Ausrüstung, wie sie auch bei anderen Spezialeinheiten üblich ist, wie z. B. moderne digitale Kommunikationsmittel, Empfänger zur Satellitennavigation, Nachtsichtbrillen und -zielgeräte der neuesten Generation sowie Sonderausrüstung für Fallschirmspringer, Kampftaucher, Personenschützer und Einsätze im Gebirge oder im verbauten Gebiet. Unter anderem wurde auch eine eigene, in Tagesportionen verpackte Verpflegung, eingeführt.

## Uniform und Abzeichen

Das Jagdkommandoabzeichen wird auf der Uniform und dem Barett getragen. Für die Uniform gibt es zusätzlich Abzeichen aus Stoff (siehe unteres Bild).

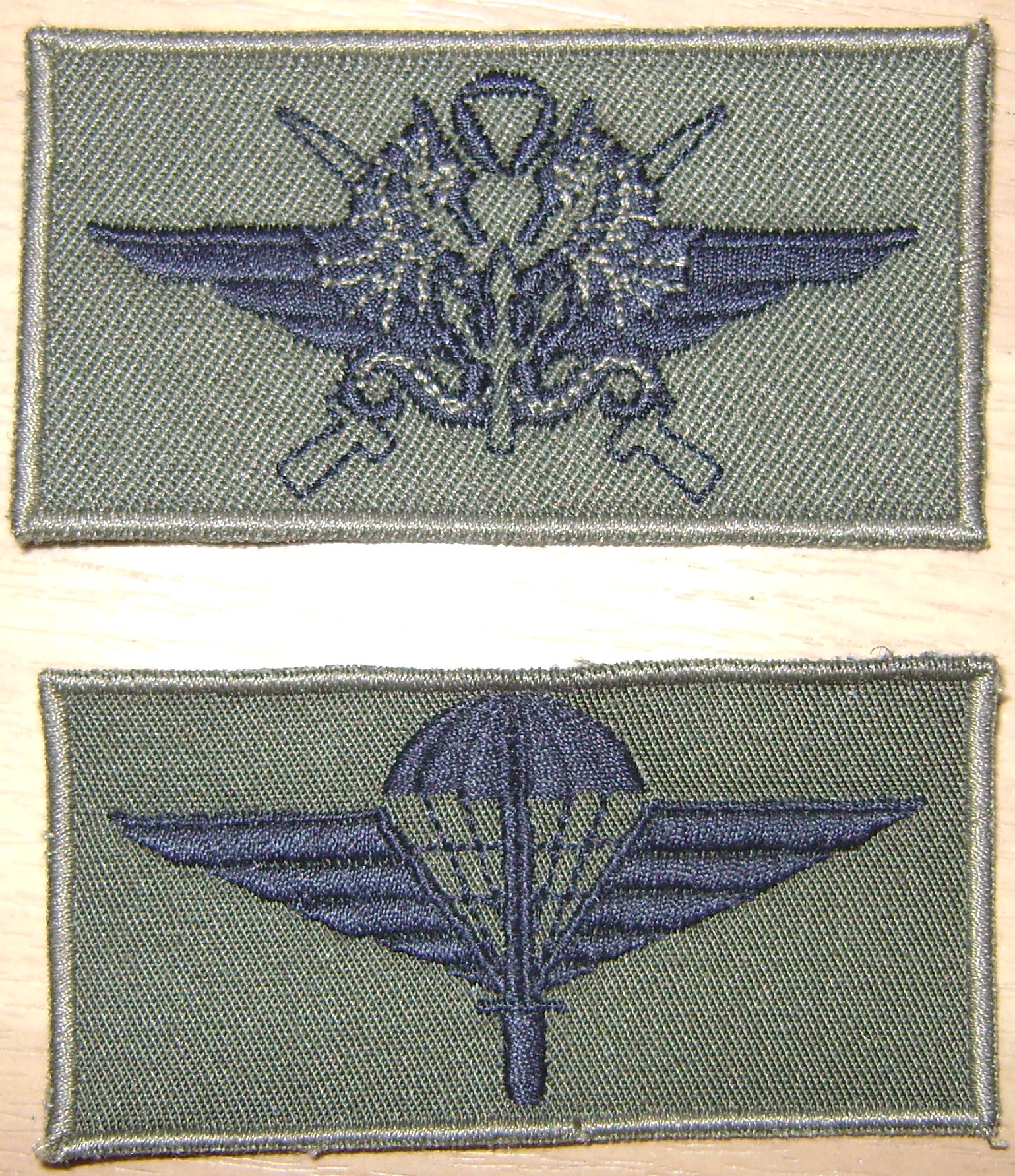
Kampfschwimmerabzeichen (oben) und Grundkursabzeichen des Jagdkommando aus Stoff.

Ursprünglich trugen Angehörige des Jagdkommandos nach dem Abschluss des Grundkurses das bei Luftlandeeinheiten übliche weinrote Barett, seit 2003 ist die Farbe des Baretts schlammgrün.
Nach dem positiven Abschluss des Jagdkommandogrundkurses tragen Soldaten (auch nach dem Verlassen der Einheit) das Kommandoabzeichen auf der Uniform über der linken Brusttasche und zusätzlich anstelle des üblichen Bundesadlers auf dem Barett.

## Zwischen- und Todesfälle

### Todesfall bei Tauchübung, 2006
Im August 2006 galt nach einer militärischen Tauchübung ein Jagdkommando-Soldat als vermisst. In den darauffolgenden Tagen konnte die Leiche des 23-Jährigen nach einer Suchaktion, an welcher rund 550 Soldaten beteiligt waren, in der Donau bei Rossatz (Bezirk Krems, Niederösterreich) gefunden werden. Der Soldat war bei einem Manöver vermutlich durch die Strömung unter einen Schwimmkörper gezogen worden.

### Todesfall bei Fallschirmsprung, 2010
Im März 2010 stürzte ein Unteroffizier des Jagdkommandos bei einer Bundesheerübung beim Fallschirmspringen in den Tod. Laut der Kommission, welche den Fall untersuchte, dürfte der Soldat nicht jene Fluglage eingenommen haben, welche für das exakte Öffnen des Fallschirms notwendig ist. Der Hauptschirm wurde somit nicht vollständig aus seiner Verpackung herausgezogen und wickelte sich um den Soldaten. Vor dem Öffnen des Reserveschirms ist es dem Soldaten auch nicht mehr gelungen, den Hauptschirm vollständig abzutrennen, weshalb sich auch der Notschirm verwickelte.

### Todesfall bei Fallschirmsprung, 2017
Im Juli 2017 starb ein deutscher Bundeswehrsoldat bei einer Fallschirmsprung-Übung des Jagdkommandos. Der 34-Jährige Soldat habe zu Ausbildungszwecken als Sprunglehrer an der Übung des österreichischen Bundesheers teilgenommen. Laut einem Heeressprecher habe sich der Schirm normal geöffnet, allerdings soll sich der Soldat bei der Landung verletzt haben. Trotz sofortiger Rettungsmaßnahmen sei der Deutsche noch an der Unfallstelle verstorben.

### Todesfall durch Militärhunde, 2019
Im November 2019 wurde ein 31-Jähriger Jagdkommando-Soldat von zwei Militärhunden angefallen und getötet. Der Soldat war an jenem Abend für Betreuung, Auslauf und Fütterung von 5 belgischen Schäferhunden zuständig. Der Großteil der Jagdkommando-Soldaten der Flugfeld-Kaserne befand sich auf einer Übung in der Steiermark. In der Nacht bemerkte der diensthabende Offizier dann zwei freilaufende Belgische Schäferhunde. Er weckte einen Hundeführer auf, der die beiden Tiere wieder einsperrte und den leblosen Kollegen vor dem Zwinger fand. Dieser hatte massive Bisswunden erlitten. Warum ihn die Belgischen Schäferhunde attackiert hatten, ist noch immer unklar.

### Schusswechsel in Flugfeld-Kaserne, 2023
Im Januar 2023 kam es zu einem Schusswechsel in der Flugfeld-Kaserne in Wiener Neustadt, der Kaserne des Jagdkommandos. Ein 20-Jähriger Wachsoldat des Militärkommandos Niederösterreich geriet im Zuge der Wachablöse in einen Streit mit seinem Vorgesetzten und gab dabei Schüsse ab. Der Vorgesetzte, ein 54-Jähriger Unteroffizier, erwiderte das Feuer und traf den 20-Jährigen tödlich, erlitt dabei allerdings selbst schwere Verletzungen.

## Sonstiges
- Der Leitspruch des Jagdkommandos lautet numquam retro (niemals zurück), welches auf die Payer-Weyprecht-Expedition von 1872 bis 1874 zurückgeht[12] sowie auch numquam perimus (wir geben niemals auf).
- Das Wiener Heeresgeschichtliche Museum widmete im Jahr 2007 dem Jagdkommando eine Sonderausstellung mit dem Titel „Your Buddy – Das Jagdkommando des Österreichischen Bundesheeres“.

### Kommandanten des Jagdkommandos
- Oberstleutnant Walter Persche,[13] Kdt Heeressport- und Nahkampfschule (HSNS) 1962–1965
- Oberst dG Ferdinand Foltin,[14] Kdt HSNS 1966–1968
- Oberst dG Robert Lang, Kdt HSNS 1968–1970
- Oberstleutnant Friedrich Wirth, Kdt HSNS 1970–1975
- Oberstleutnant Thomas Wild, Kdt HSNS 1971–1972 (mit der Führung betraut)
- Oberst Johann Dreihann-Holenia, Kdt HSNS 1972–1974 (mdFb)
- Major Arthur Zechner, Kdt HSNS 1975–1983
- Oberst Dieter Böhm, Kdt HSNS 1983–1986
- Oberstleutnant Manfred Foidl 1986–1995
- Oberst dG Herbert Bauer 1995–1997
- Oberst dG Wolfgang Wosolsobe 1997–1998
- Oberst Reinhard Drazenowitsch 1998–2002
- Oberst dG Reinhard Trischak 2003–2004
- Oberst dG Siegfried Bognar 2004–2005
- Oberst dG Heinz Assmann[15] 2005
- Oberstleutnant Rudolf Weissenbacher 2006 (mdFb)
- Oberst dG Harald Vodosek 2006–2007
- Oberstleutnant Rudolf Weissenbacher 2007 (mdFb)
- Oberst dG Horst Hofer 2008–2019
- Brigadier Philipp Ségur-Cabanac 2019–2024[16]
- Oberst dG Arthur Bennett 2024–[17]

### Ehemalige Jagdkommando-Soldaten
- Bert Nussbaumer
- Christian Prosl[18]
- Clemens Hellsberg[19]
- Heinz Werner Schimanko[19]
- Herbert Tumpel[19]
- Rudi Gollner[19]
- Dieter Baumholzer[19]